# Петяйявеси
Петяйявеси (также Петяявеси, фин. Petäjävesi) — община в области Центральная Финляндия, Финляндия. Общая площадь территории — 495,39 км², из которых 39,01 км² — вода. Главная достопримечательность общины — старая церковь в деревне Петяйявеси, построенная в 1763—1764 годах, объект всемирного наследия ЮНЕСКО.

## Демография
На 31 января 2011 года в общине Петяйявеси проживало 4011 человек: 2053 мужчины и 1958 женщин.
Финский язык является родным для 98,98% жителей, шведский — для 0,12%. Прочие языки являются родными для 0,87% жителей общины.
Возрастной состав населения:
- до 14 лет — 18,87%
- от 15 до 64 лет — 61,9%
- от 65 лет — 19,5%

Изменение численности населения по годам:
| Год  | Численность |
| ---- | ----------- |
| 1980 | 3700        |
| 1990 | 3789        |
| 2000 | 3780        |
| 2010 | 4022        |
| 2011 | 4011        |